# Radmila Nakarada
Radmila Nakarada (Beograd, 1950) srpski je doktor sociologije, bila je viši naučni saradnik Instituta za evropske studije, direktor je Centra za studije mira i redovni profesor Fakulteta političkih nauka.

## Biografija
Diplomirala je sociologiju na Filozofskom fakultetu u Beogradu 1974. godine, magistrirala je na interdisciplinarnim studijama antropologije na istom fakultetu 1980. godine i doktorirala je na katedri za sociologiju na istom fakultetu 1987. godine. Radila je u Institutu za međunarodni radnički pokret u Beogradu od 1977. do 1980. godine kao asistent pripravnik. Bila je asistent na Ekonomskom institutu u Beogradu od 1980. do 1988. godine, a na Institutu za evropske studije je radila kao viši naučni saradnik od 1988. do 2001. godine. Sada je redovni profesor na Fakultetu političkih nauka u Beogradu. Držala je predavanja na Buffalo State University (1987), na Univerzitetu u Lundu (1988), na Rutgers University (1995; 1998), na japanskom International Christian University (2000), itd.

## Predavačke aktivnosti
- Održala nekoliko predavanja o Jugoslaviji na Buffalo State University, april, 1987.
- Kodirektor kursa u čast Ulefa Palmea, pod naslovom Zajednička bezbednost, Univerzitet u Lundu, 1988;
- Višegodišnji kodirektor kursa iz oblasti istraživanja budućnosti na Interuniverzitetskom centru za postdiplomske studije u Dubrovniku, 1982-87;
- Održala predavanje na Rutgers University, povodom pedesete godišnjice UN, 1995; kao i o ratu u Jugoslaviji, 1998;
- Predavač na letnjoj školi posvećenoj Mirovnim studijama i rešavanju sukoba, na Centralno-evropskom univerzitetu, Budimpešta, 2000
- Gostujući profesor na japanskom International Christian University, katedri za političke nauke, od aprila do novembra 2000. godine. Predavala tri kursa iz oblasti Mirovnih studija.
- Predavač na letnoj Anglo-jugoslovenskoj školi za demokratiju, 1999, 2000;
- Rukovodilac kursa Tranzicija i globalizacija, Alternativna akademska mreža, Beograd, 2001;

## Objavljene knjige
- Surviving Together, kourednik (sa Jan Oberg) i autor priloga: “The Contribution of Social Movements to Common Security”, Darthmouth Pub. Company, Hampshire, 1989, pp. 213,  1-85521-067-3.
- Raspad Jugoslavije: kraj ili produženje agonije? kourednik (sa Lidijom Bastom, Slobodanom Samardžićem) i autor priloga: “Kritičko mišljenje i poruke rata”, Stručna štampa, Beograd, 1991, str. 146.  86-82057-01-8
- Europe and the Disintegration of Yugoslavia, urednik i koautor priloga: ”The Breakup of Yugoslavia and the Constitution of the New World Order”, Mrlješ/IES, Belgrade, 1995. pp. 217.  86-82057-03-4.
- The Post Bipolar World: the North/South Antinomies, IES/WOMP, Belgrade, 1995, pp. 115.  86-82057-11-5
- Raspad Jugoslavije – izazov evropskoj bezbednosti (koautor O. Račić), IES/FES, Beograd, 1998, str.133.  86-82271-33-8
- The Labyrinths of the Crisis, Prerequisites for the Democratic Transformation of the Federal Republic of Yugoslavia, kourednika i autor priloga: “The Global Framework of Democratic Transformation”, Institute du Fľdľralisme Fribourg Suisse, Helbing & Lichtenhahn, Geneve, 2001, pp. 666.  3-7190-2070-3.[3]

## Istraživački projekti
- (1990-1995) U IES rukovodila potprojektima: Istočna Evropa između sloma realnog socijalizma i iskušenja demokratije,
- (1996-2000) SR Jugoslavija u savremenoj Evropi: preduslovi i prepreke modernizaciji.
- (1996/97) Rukovodila projektom IES/Fondacija Fridrih Ebert: Evropska kolektivna bezbednost nakon Mastrihata.
- Učestvovala u međunarodnom projektu WOMP: Towards a Just World Peace: Perspectives from Social Movements; i ,
- The Global Civilization: Challenges for Democracy, Sovereignty and Security. (1994/95)
- Učestvovala u projektu švajcarskog Instituta za federalizam, iz Fribura: Federalizam i problem manjina u multietničkim zajednicama.
- (1998/99) Korukovodilac projekta Instituta za federalizam: Preduslovi demokratske transformacije SR Jugoslavije.

## Članstvo u organizacijama
- član saveta World Futures Studies Federation (WFSF), (1984-92);
- član saveta Međunarodnog udruženja za istraživanje mira, IPRA, 1990-92;
- član redakcije časopisa Gledišta, Beograd, 1989-1993;
- sekretar Istraživačkog komiteta 7 (za istraživanje budućnosti), Međunarodnog udruženja sociologa, ISA, 1982-90;
- član saveta World Order Model Project (WOMP), NJujork;
- član međunarodnog saveta  Transnational Foundation for Peace and Future Research (TFF), Lund;
- član evropskog udruženja za istraživanje mira, EUPRA, od osnivanja;
- član međunarodnog saveta časopisa Alternatives, NJujork/NJu Delhi;
- član jugoslovenske Komisije za istinu i pomirenje;
- član upravnog odbora međunarodne nevladine organizacije Global Aciton to Prevent War.